# Toshiya Miura
Toshiya Miura (三浦 俊也 Miura Toshiya?), född 16 juli 1963, är en japansk tidigare fotbollsspelare.
Toshiya Miura var tränare för det vietnamesiska landslaget 2014–2016.